# Ronde van Spanje 2007/Twintigste etappe
De twintigste etappe van de Ronde van Spanje 2007 vond plaats op 22 september 2007. Het was na de achtste etappe de tweede individuele tijdrit van deze Vuelta. De vlakke rit vond plaats rond Collado Villalba, een voorstad van Madrid, en was twintig kilometer lang.

## Verslag
Samuel Sánchez won voor de tweede achtereenvolgende dag een etappe en steeg daardoor naar een derde plek in het klassement. Goudentruidrager Denis Mensjov werd tweede, waardoor hij naast leider in het algemeen, berg- en combinatieklassement ook de leider in het puntenklassement werd.

### Tussensprints
Er waren geen tussensprints.

### Beklimmingen
Er waren geen beklimmingen.

### Opgaves
- Xabier Zandio

## Uitslag
| rang | renner           | land             | ploeg                 | tijd   |
| ---- | ---------------- | ---------------- | --------------------- | ------ |
| 1    | Samuel Sánchez   | Spanje           | Euskaltel-Euskadi     | 22'11" |
| 2    | Denis Mensjov    | Rusland          | Rabobank              | op 12" |
| 3    | Stef Clement     | Nederland        | Bouygues Télécom      | op 14" |
| 4    | Carlos Barredo   | Spanje           | Quick·Step-Innergetic | op 16" |
| 5    | Santos González  | Spanje           | Karpin-Galicia        | op 18" |
| 6    | Cadel Evans      | Australië        | Predictor-Lotto       | op 19" |
| 7    | Jason McCartney  | Verenigde Staten | Discovery Channel     | op 25" |
| 8    | Vladimir Karpets | Rusland          | Caisse d'Epargne      | op 26" |
| 9    | Maxime Monfort   | België           | Cofidis               | op 28" |
| 10   | Adam Hansen      | Australië        | T-Mobile Team         | op 34" |

## Klassementen

### Algemeen klassement
| rang | renner            | land      | ploeg                 | tijd       |
| ---- | ----------------- | --------- | --------------------- | ---------- |
| 1    | Denis Mensjov     | Rusland   | Rabobank              | 78u 21'40" |
| 2    | Carlos Sastre     | Spanje    | Team CSC              | op 3'31"   |
| 3    | Samuel Sánchez    | Spanje    | Euskaltel-Euskadi     | op 3'46"   |
| 4    | Cadel Evans       | Australië | Predictor-Lotto       | op 3'56"   |
| 5    | Ezequiel Mosquera | Spanje    | Karpin-Galicia        | op 6'34"   |
| 6    | Vladimir Jefimkin | Rusland   | Caisse d'Epargne      | op 7'07"   |
| 7    | Vladimir Karpets  | Rusland   | Caisse d'Epargne      | op 8'09"   |
| 8    | Igor Antón        | Spanje    | Euskaltel-Euskadi     | op 8'44"   |
| 9    | Manuel Beltrán    | Spanje    | Liquigas              | op 9'38"   |
| 10   | Carlos Barredo    | Spanje    | Quick·Step-Innergetic | op 10'12"  |

### Puntenklassement
| rang | renner          | land    | ploeg             | punten |
| ---- | --------------- | ------- | ----------------- | ------ |
| 1    | Denis Mensjov   | Rusland | Rabobank          | 135    |
| 2    | Samuel Sánchez  | Spanje  | Euskaltel-Euskadi | 127    |
| 3    | Daniele Bennati | Italië  | Lampre-Fondital   | 118    |

### Bergklassement
| rang | renner            | land    | ploeg             | punten |
| ---- | ----------------- | ------- | ----------------- | ------ |
| 1    | Denis Mensjov     | Rusland | Rabobank          | 90     |
| 2    | Jurgen Van Goolen | België  | Discovery Channel | 78     |
| 3    | Carlos Sastre     | Spanje  | Team CSC          | 69     |

### Combinatieklassement
| rang | renner         | land    | ploeg             | punten |
| ---- | -------------- | ------- | ----------------- | ------ |
| 1    | Denis Mensjov  | Rusland | Rabobank          | 3      |
| 2    | Samuel Sánchez | Spanje  | Euskaltel-Euskadi | 10     |
| 3    | Carlos Sastre  | Spanje  | Team CSC          | 14     |

### Ploegenklassement
| rang | ploeg             | land      | tijd        |
| ---- | ----------------- | --------- | ----------- |
| 1    | Caisse d'Epargne  | Spanje    | 235u 02'44" |
| 2    | Euskaltel-Euskadi | Spanje    | op 12'43"   |
| 3    | Ag2r Prévoyance   | Frankrijk | op 30'25"   |

1e etappe ·
2e etappe ·
3e etappe ·
4e etappe ·
5e etappe ·
6e etappe ·
7e etappe ·
8e etappe ·
9e etappe ·
10e etappe ·
11e etappe ·
12e etappe ·
13e etappe ·
14e etappe ·
15e etappe ·
16e etappe ·
17e etappe ·
18e etappe ·
19e etappe ·
20e etappe ·
21e etappe

Startlijst · Eindstanden · Afbeeldingen